# Комотин
Комотин (лат. Komothyn) је тврђава у Босни и Херцеговини, чији се остаци налазе десетак километара североисточно од Јајца, код Горњег Бешпеља. У историјским изворима се махом јавља уз личност Радивоја Остојића Котроманића, који је једно време владао делом Босне, као краљ узурпатор.

## Прошлост Комотина
Није познато када је и ко подигао тврђаву, док народно предање наводи војводу Хрвоја Вукчића, као његовог оснивача. У историјским изворима се први пут наводи 1434. године. Тада је, према наводима мађарског краља Жигмунда, бан Матко Таловац заузео Комотин, Бочац и Јајце, које је држао Радивој, уз помоћ Османлија.
Готово три деценије касније, поново се помиње Комотин 1461. године у документу краља Стефана Томаша. Он њиме своме брату Радивоју Остојићу потврђује посед Коматина и области око њега, коју је сачињавало неколико села и гора.
Османлије су Комотин трајно заузеле 1497. године, а помиње се непосредно након тога 1503. године, у османско-мађарском уговору о склапању мира.